# Meslay-du-Maine
 Meslay-du-Maine  es una población y comuna francesa, en la región de Países del Loira, departamento de Mayenne, en el distrito de Laval. Es el chef-lieu y mayor población del cantón de Meslay-du-Maine.

## Demografía
| 1,693 | 1,676 | 1,981 | 2,201 | 2,418 | 2,612 |
| Para los censos de 1962 a 1999 la población legal corresponde a la población sin duplicidades (Fuente: INSEE [Consultar]) |       |       |       |       |       |